# باتريشيا ويتيج
باتريشيا ويتيج (بالإنجليزية: Patricia Wettig)‏ هي كاتِبة وكاتبة مسرحية وممثلة أمريكية، ولدت في 4 ديسمبر 1951 بسينسيناتي في الولايات المتحدة.

## أعمال

### أفلام
- (1991) معاطف المدينة[5][6]

### مسلسلات
- الإخوة والأخوات
- إيلياس

## وصلات خارجية
- باتريشيا ويتيج على موقع IMDb (الإنجليزية)
- باتريشيا ويتيج على موقع روتن توميتوز (الإنجليزية)
- باتريشيا ويتيج على موقع ألو سيني (الفرنسية)
- باتريشيا ويتيج على موقع أول موفي (الإنجليزية)
- باتريشيا ويتيج على موقع قاعدة بيانات الأفلام السويدية (السويدية)
- باتريشيا ويتيج على موقع إن إن دي بي (الإنجليزية)
- باتريشيا ويتيج على موقع قاعدة بيانات الفيلم (الإنجليزية)
- باتريشيا ويتيج على موقع كينوبويسك (الروسية)